# Danh sách sân bay tại Ba Lan
| Thành phố    | Vị trí      | Tỉnh               | IATA | ICAO | Tên sân bay                   | Website chính thức                                                             |
| ------------ | ----------- | ------------------ | ---- | ---- | ----------------------------- | ------------------------------------------------------------------------------ |
| Bydgoszcz    | Szwederowo  | Kujawsko-Pomorskie | BZG  | EPBY | Sân bay Ignacy Jan Paderewski | www.plb.pl                                                                     |
| Gdańsk       | Rębiechowo  | Pomorskie          | GDN  | EPGD | Sân bay Lech Wałęsa           | www.airport.gdansk.pl                                                          |
| Gdynia       | Kosakowo    | Pomorskie          | QYD  | EPOK | Sân bay Gdynia                | www.airport.gdynia.pl Lưu trữ ngày 11 tháng 4 năm 2012 tại Wayback Machine     |
| Katowice     | Pyrzowice   | Śląskie            | KTW  | EPKT | Sân bay Katowice              | www.katowice-airport.com                                                       |
| Kraków       | Balice      | Małopolskie        | KRK  | EPKK | Sân bay Gioan Phaolô II       | www.krakowairport.pl                                                           |
| Lublin       | Świdnik     | Lubelskie          | LUZ  | EPSW | Sân bay Lublin                | www.airport.lublin.pl                                                          |
| Łódź         | Lublinek    | Łódzkie            | LCJ  | EPLL | Sân bay Władysław Reymont     | www.airport.lodz.pl Lưu trữ ngày 14 tháng 4 năm 2012 tại Wayback Machine       |
| Poznań       | Ławica      | Wielkopolskie      | POZ  | EPPO | Sân bay Henryk Wieniawski     | www.airport-poznan.com.pl Lưu trữ ngày 21 tháng 8 năm 2008 tại Wayback Machine |
| Rzeszów      | Jasionka    | Podkarpackie       | RZE  | EPRZ | Sân bay Rzeszów               | www.rzeszowairport.pl                                                          |
| Szczecin     | Goleniów    | Zachodniopomorskie | SZZ  | EPSC | Sân bay "Solidarność"         | www.airport.com.pl                                                             |
| Warszawa     | Modlin      | Mazowieckie        | WMI  | EPMO | Sân bay Modlin                | www.modlinairport.pl                                                           |
| Warszawa     | Okęcie      | Mazowieckie        | WAW  | EPWA | Sân bay Frédéric Chopin       | www.lotnisko-chopina.pl                                                        |
| Wrocław      | Strachowice | Dolnośląskie       | WRO  | EPWR | Sân bay Nicolaus Copernicus   | www.airport.wroclaw.pl                                                         |
| Zielona Góra | Babimost    | Lubuskie           | IEG  | EPZG | Sân bay Zielona Góra          | www.lotnisko.lubuskie.pl Lưu trữ ngày 29 tháng 3 năm 2012 tại Wayback Machine  |

## Thư viện ảnh

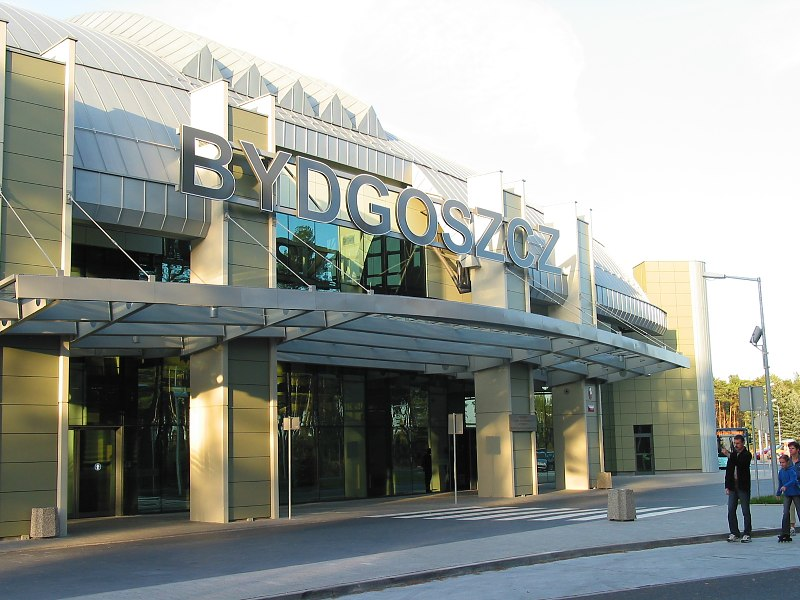
Bydgoszcz
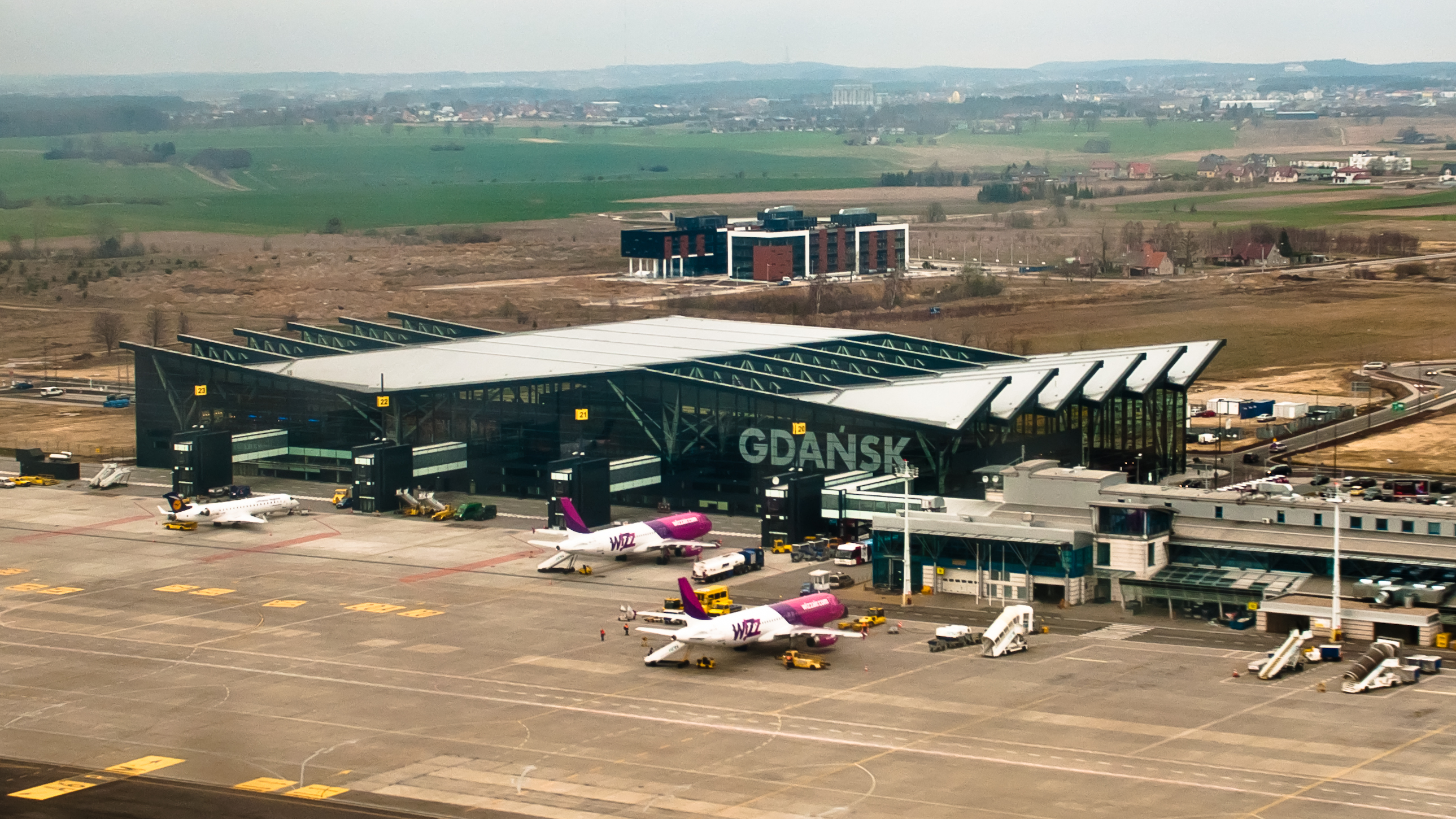
Gdańsk
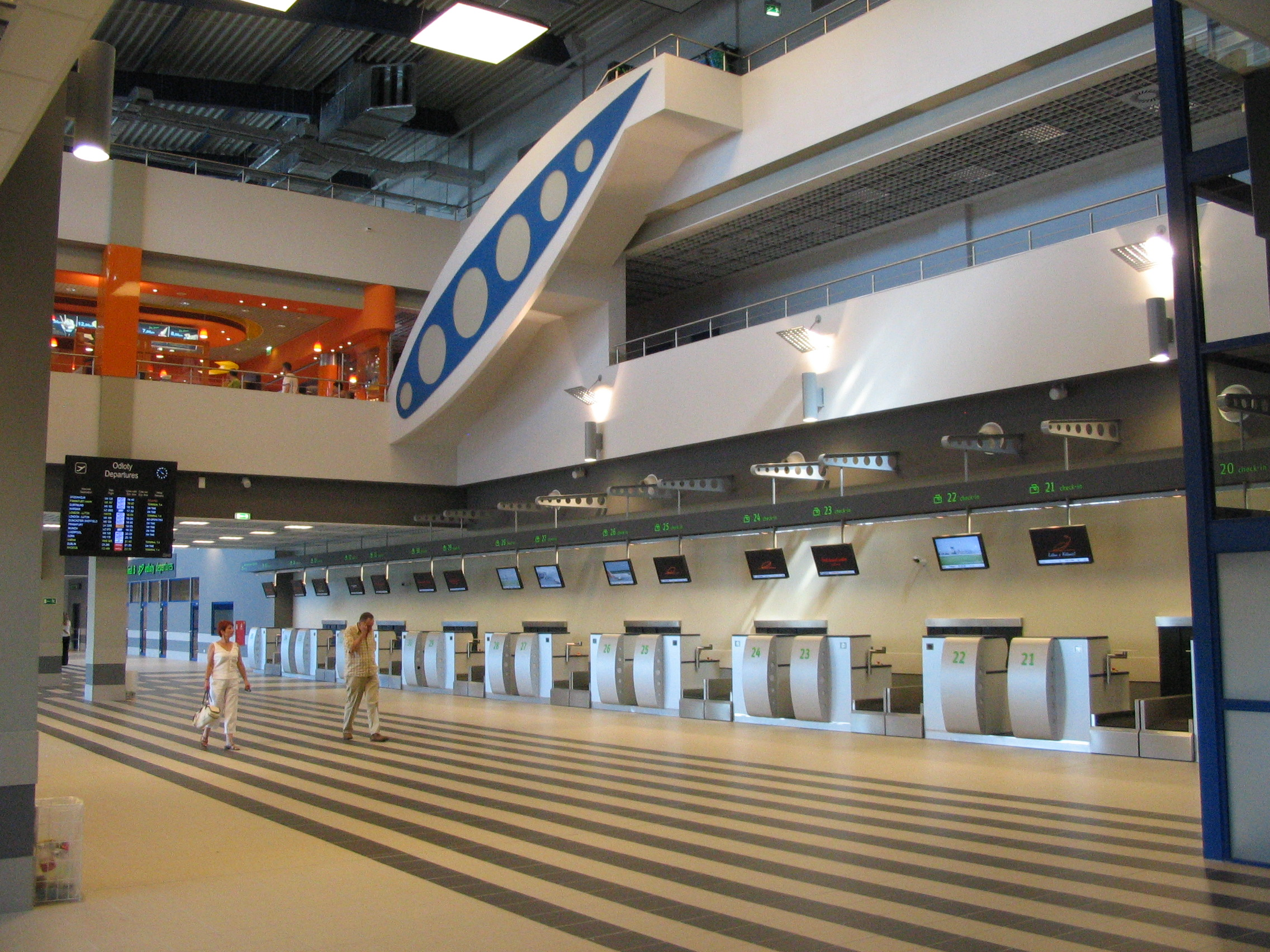
Katowice
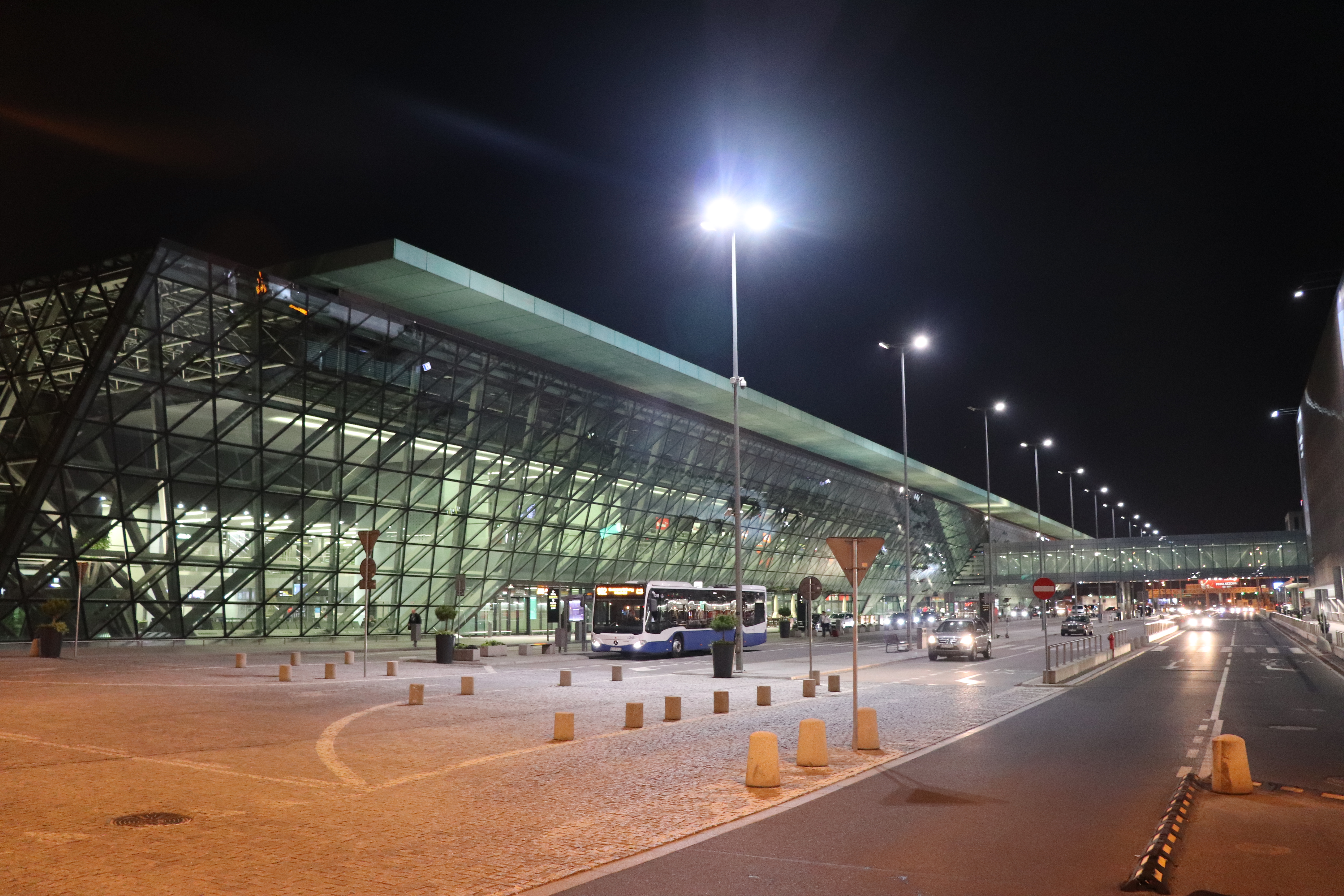
Kraków
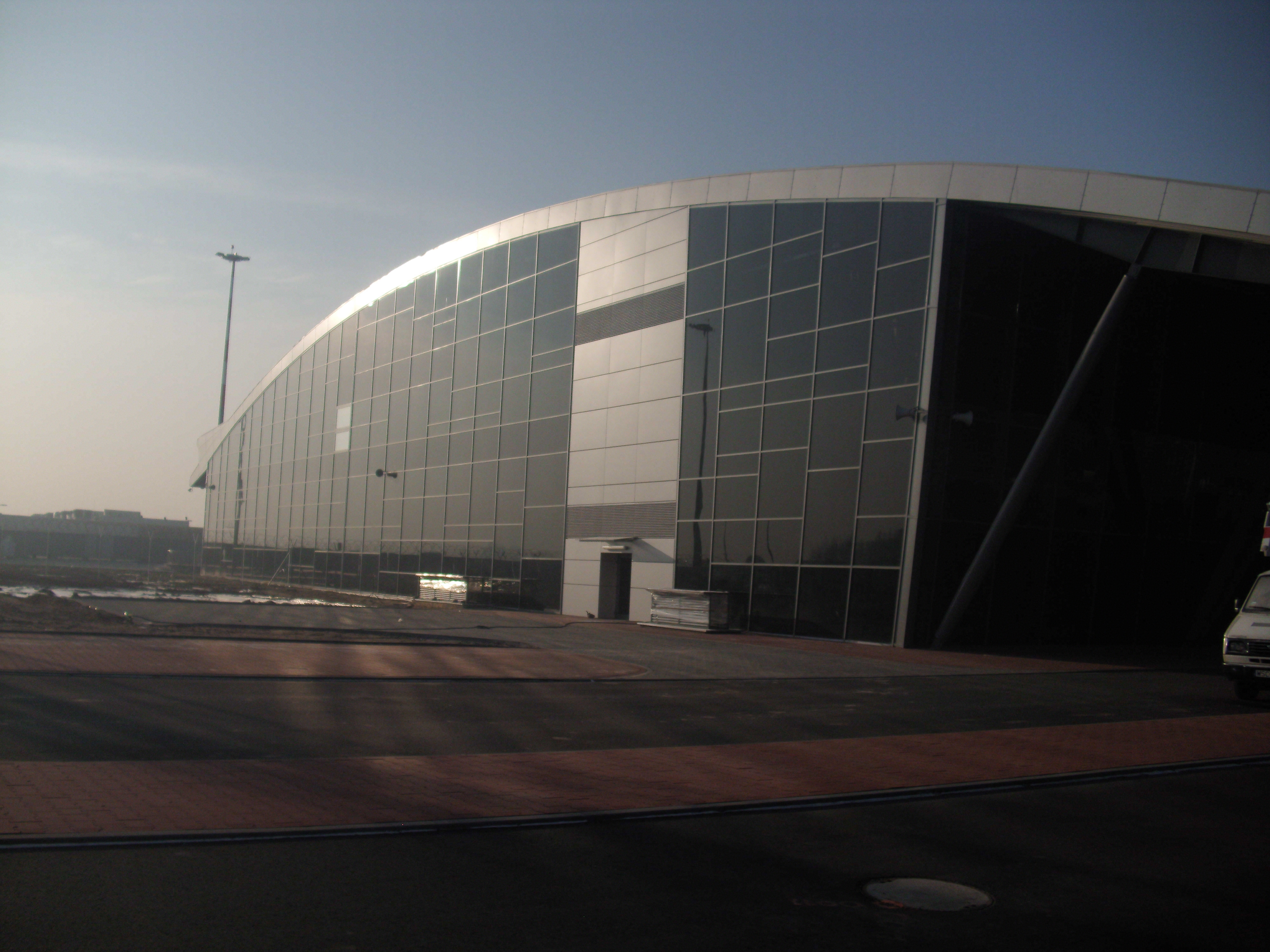
Łódź
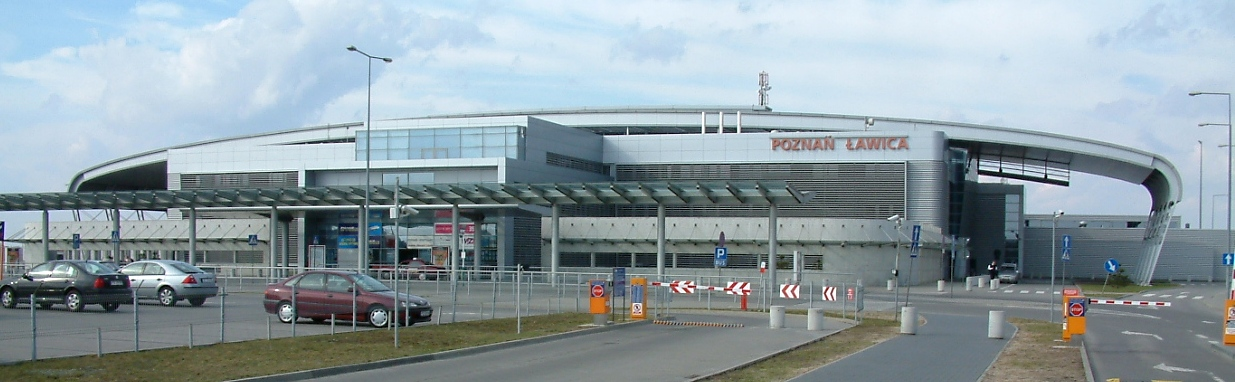
Poznań
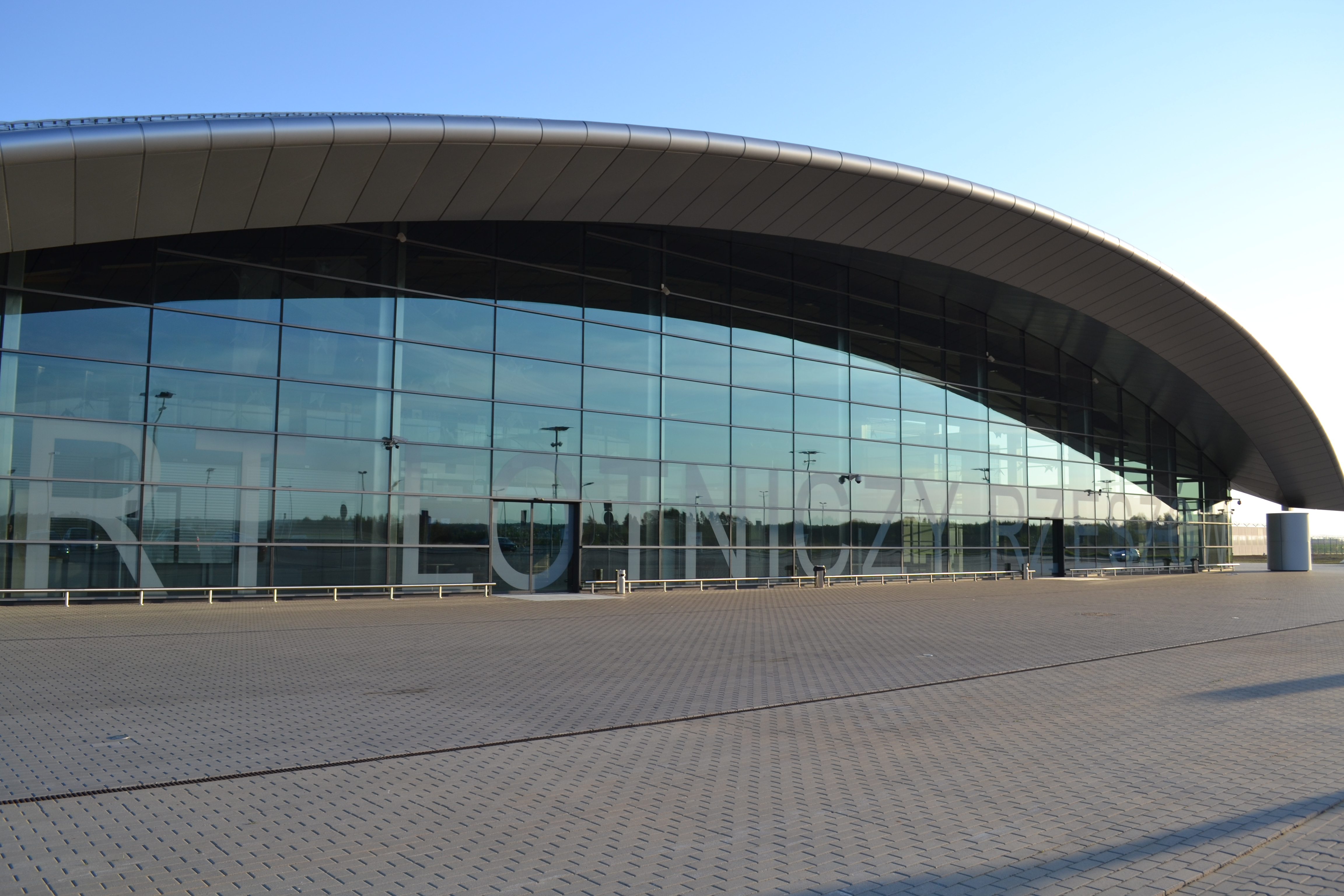
Rzeszów
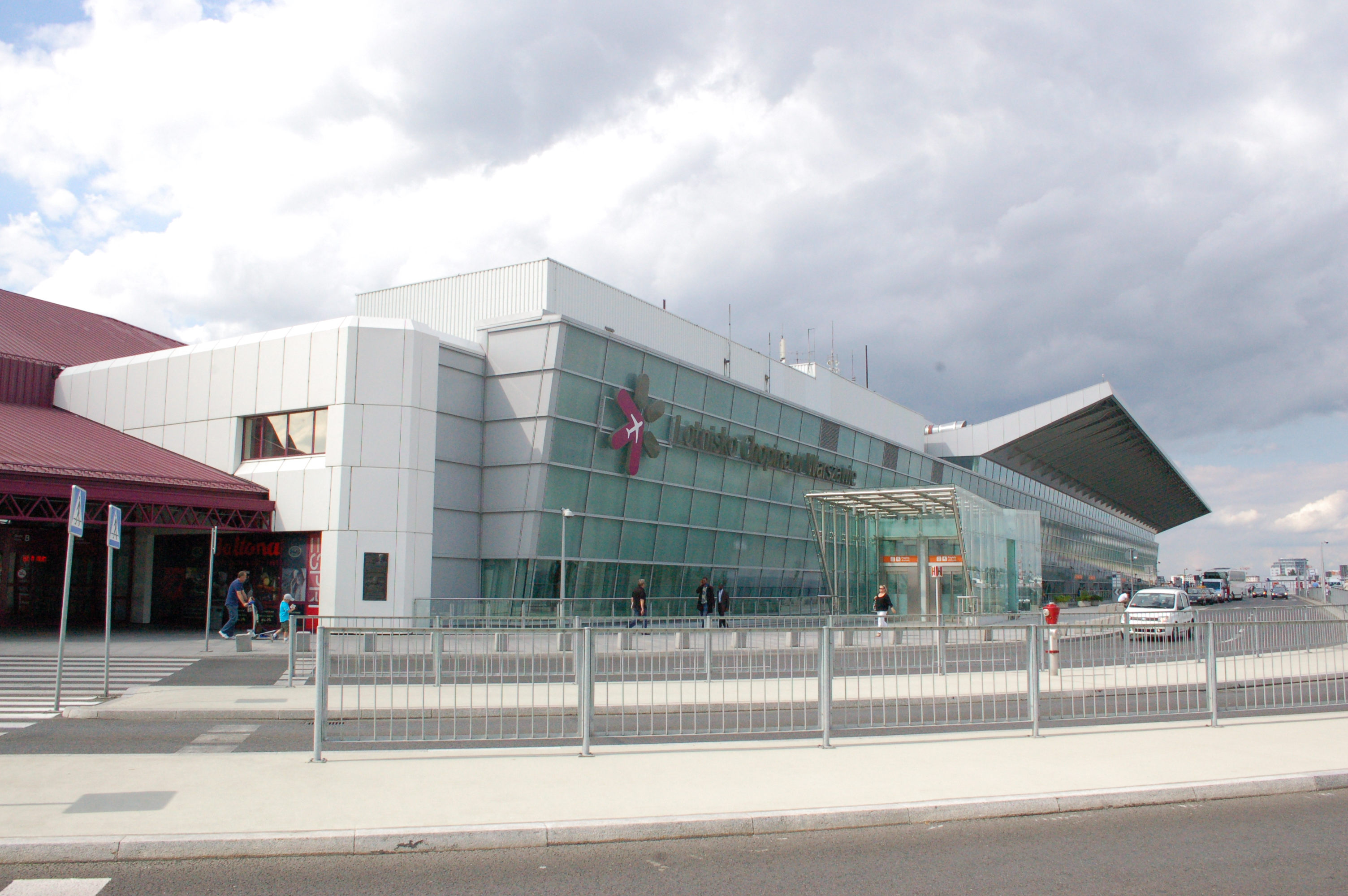
Warszawa
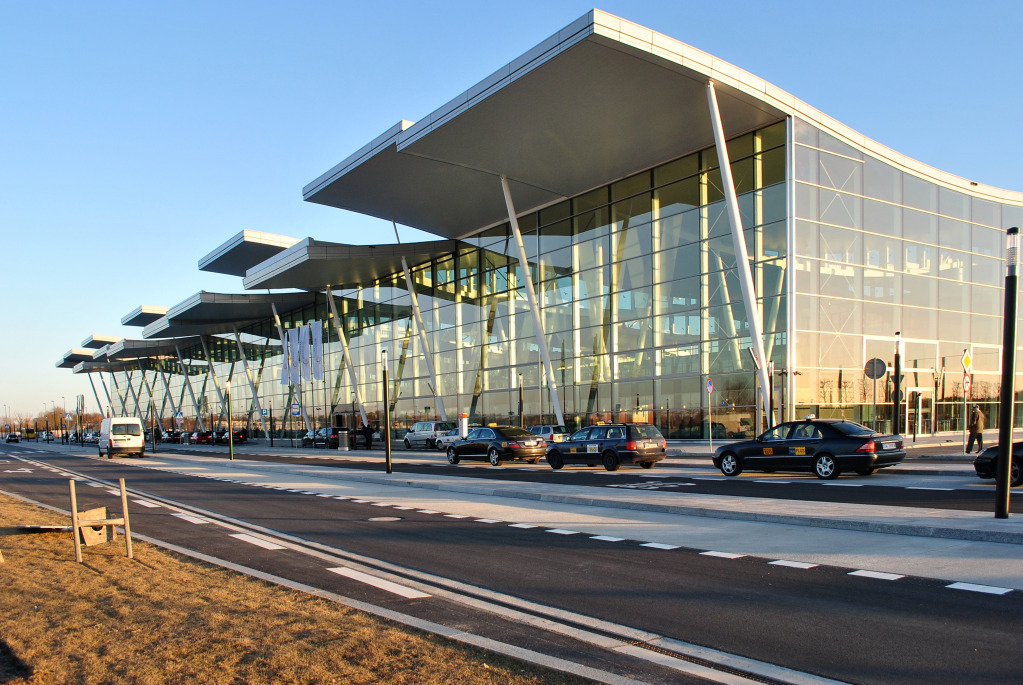
Wrocław
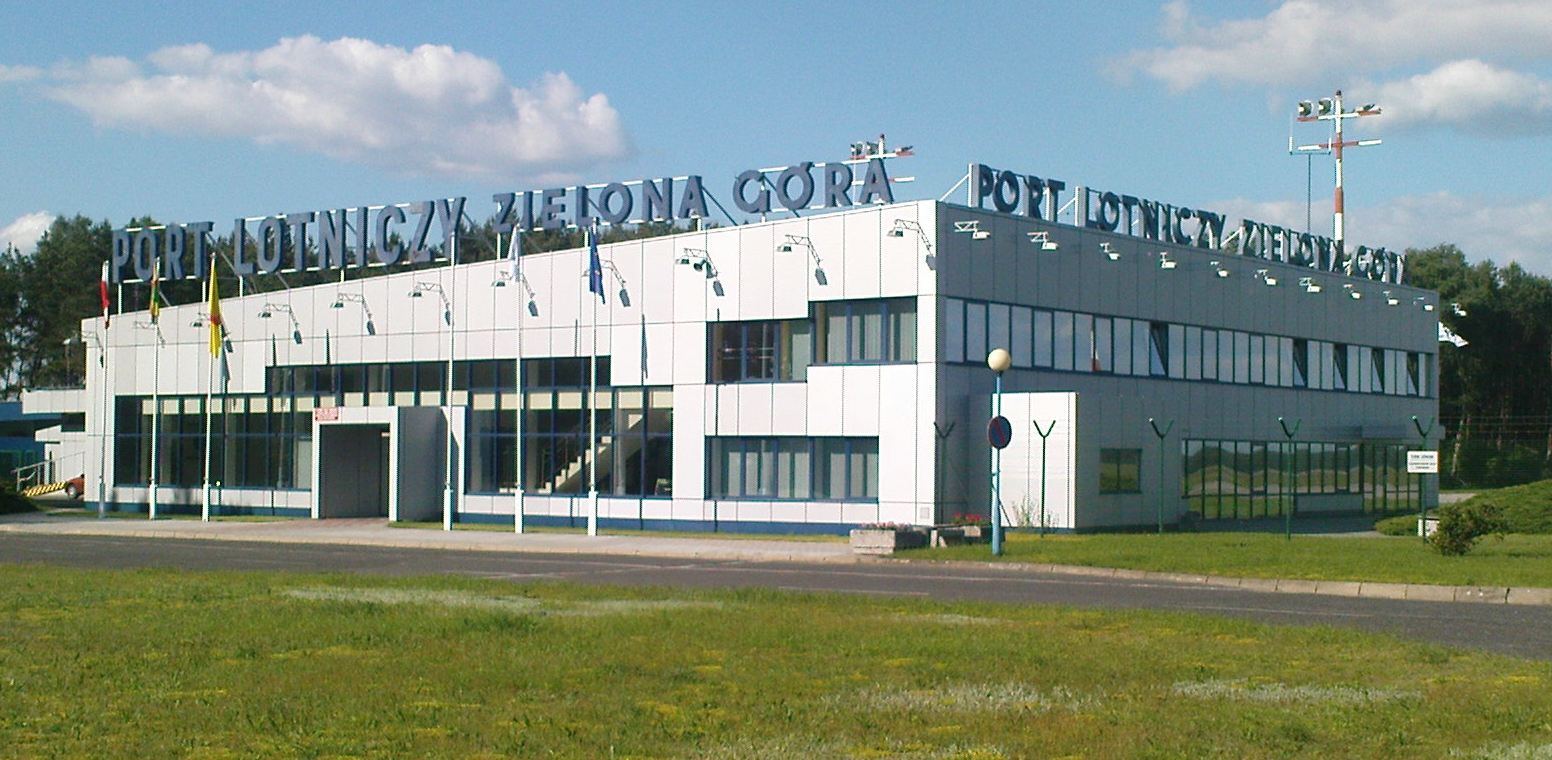
Zielona Góra